# Спартакиада
Спартакиа́да — массовое спортивное соревнование по нескольким видам спорта в СССР, в других социалистических странах и России.

## История

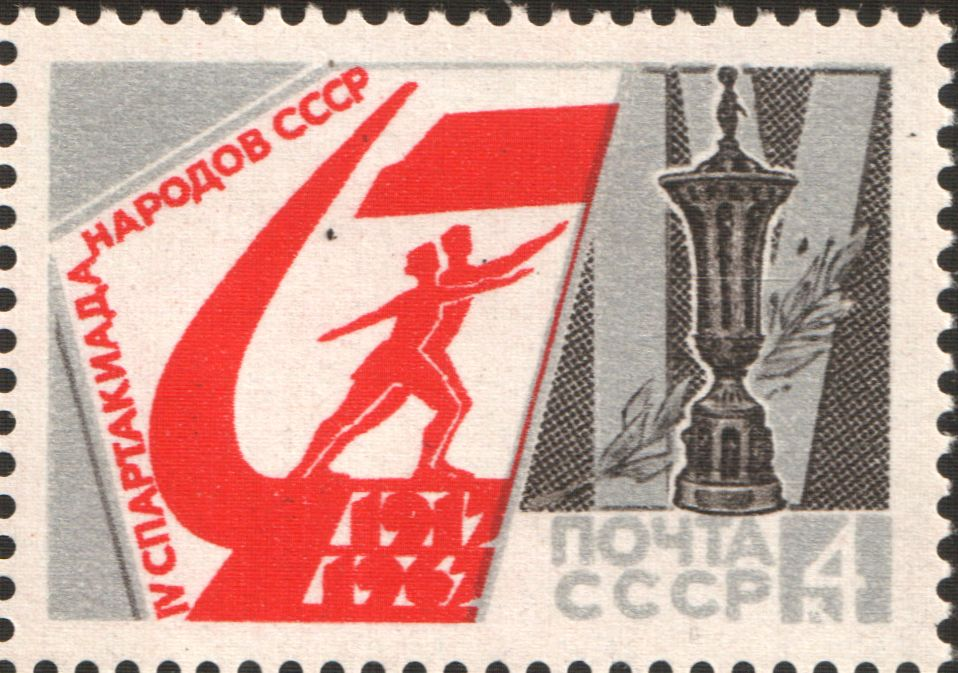
Главный приз IV Спартакиады народов СССР (справа) и её эмблема (слева) на почтовой марке СССР 1967 года

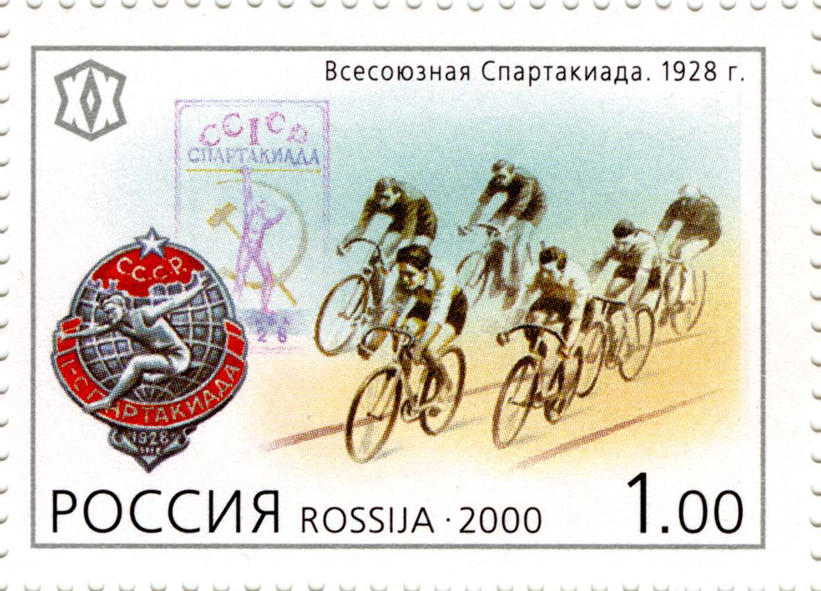
Знак участника (слева), контуры диплома участника (правее и выше) и спортсмены-велосипедисты Всесоюзной спартакиады 1928 на почтовой марке России 2000 года из серии «Россия. XX век. Спорт»

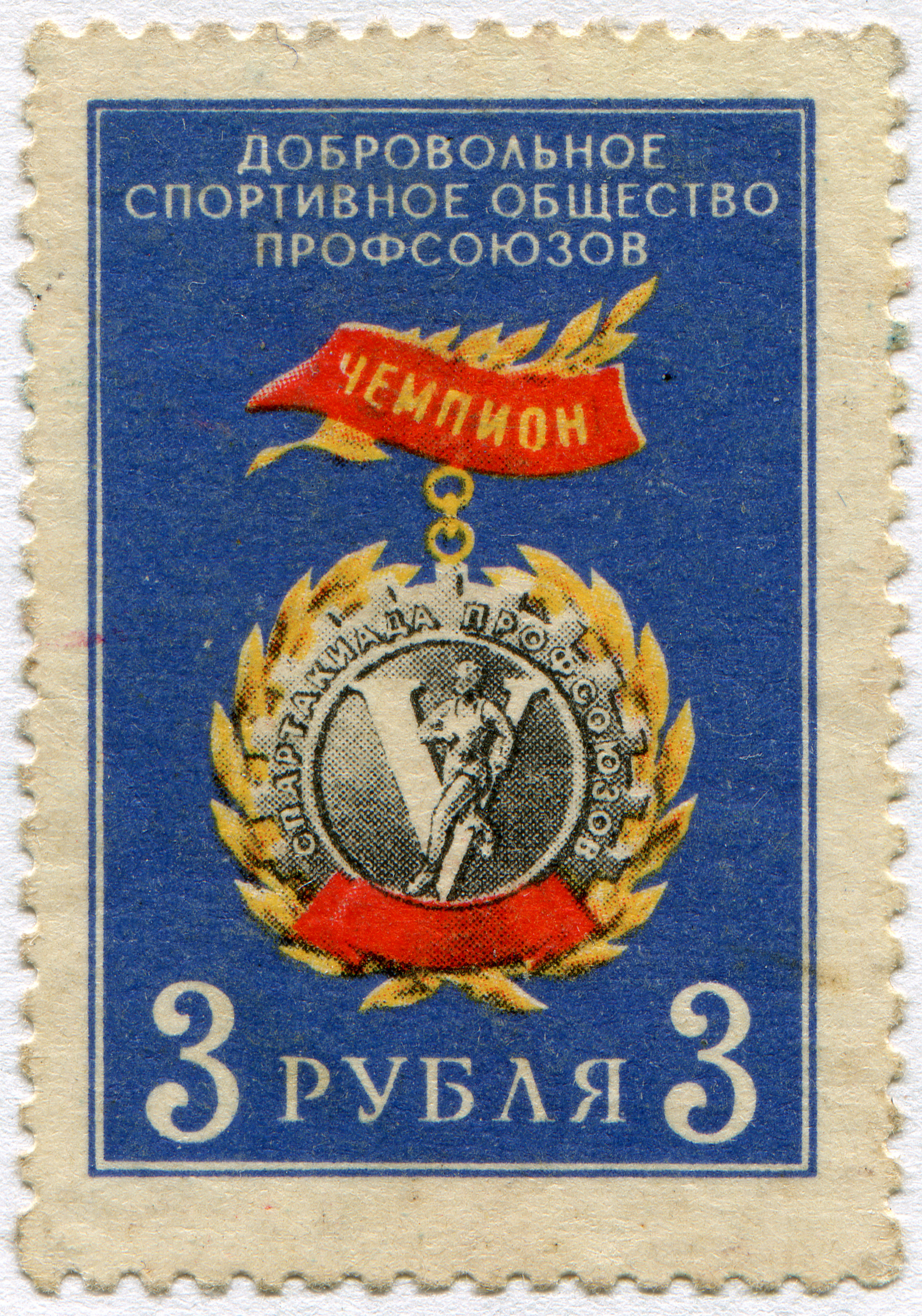
V Спартакиада профсоюзов на непочтовой марке ДСО Профсоюзов

Первоначально «спартакиадами» (по имени предводителя восстания римских рабов Спартака) назывались спортивные соревнования Германии, СССР и Чехословакии начала 1920-х годов, проводимые спортивными объединениями рабочих (социал-демократическим ЛСИ, коммунистическим КСИ). В 1920-е годы спартакиады в СССР должны были послужить заменой олимпийскому движению буржуазного франко-английского МОК, в котором СССР не участвовал вначале из-за бойкота МОК, позже по своей инициативе из-за идеологических разногласий.
Спортивным комитетом дружественных армий с 1958 года проводились международные спартакиады дружественных армий.
В СССР проводились спартакиады Вооружённых сил СССР, народов СССР, профсоюзов СССР, ДОСААФ, общества «Динамо»,  школьников, по техническим видам спорта, республик Советского Союза. Первоначально «спартакиадами» в СССР называли лишь международные соревнования рабочих КСИ, однако позднее «спартакиадами» стали называть любые соревнования, вплоть до заводских, фабричных.
Спартакиады также проводились в других социалистических странах, таких как ГДР, ПНР, ЧССР, НРБ.
Также спартакиады проводились постсоветской Украиной.

## Виды спартакиад
Международные спартакиады:
- Спартакиада социалистических стран
- Спартакиада дружественных армий
- Спартакиада дружественных армий государств — участников СНГ

Спартакиады в СССР:
- Всесоюзная спартакиада 1928
- Всесоюзная спартакиада по техническим видам спорта
- Всесоюзная спартакиада школьников
- Спартакиада народов СССР
- Спартакиада профсоюзов СССР
- Спартакиада народов РСФСР
- Спартакиада УССР
- Спартакиада профсоюзов УССР

Спартакиады в России:
- Всероссийская Спартакиада
- Зимняя спартакиада молодёжи России
- Зимняя спартакиада учащихся (юношеская) России
- Летняя спартакиада молодёжи России
- Летняя спартакиада учащихся (юношеская) России